# Liste der Träger der Royal Victorian Chain

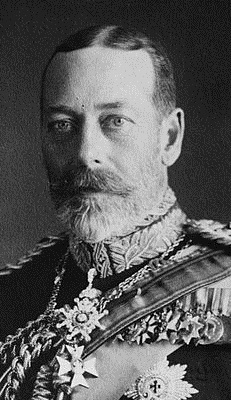
Georg V. mit Royal Victorian Chain (unterer Halsorden)

Liste der Träger der Royal Victorian Chain:
- 1902: Georg, Prince of Wales;[1] Arthur, 1. Duke of Connaught and Strathearn;[2] Kronprinz Friederich von Dänemark;[2] Prinz Karl von Dänemark;[2] Herzog Konstantin von Sparta;[1] Prinz Heinrich von Preußen;[1] John Campbell, 9. Duke of Argyll;[2] Großherzog Ernst Ludwig von Hessen;[2] Christian von Schleswig-Holstein-Sonderburg-Augustenburg;[1] Alexander Duff, 1. Duke of Fife;[2] Kaiser Wilhelm II. des Deutschen Reiches;[2] König Karl I. von Portugal;[1] Frederick Temple[3]
- 1903: George Curzon, 1. Marquess Curzon of Kedleston;[2] König Viktor Emanuel III. von Italien[1]
- 1904: Zar Nikolaus II. von Russland;[4] Kaiser Franz Joseph I. von Österreich;[2] König Christian IX. von Dänemark;[2] Kronprinz Wilhelm von Preußen[1]
- 1905: König Alfons XIII. von Spanien;[5] Abbas II. von Ägypten;[6] König Georg I. von Griechenland;[7] Henry Petty-FitzMaurice, 5. Marquess of Lansdowne[8]
- 1906: Prinz Arthur of Connaught[9]
- 1908: König Gustav V. von Schweden;[10] Armand Fallières[11]
- 1911: Randall Davidson,[12] Henry Fitzalan-Howard, 15. Duke of Norfolk[12]
- 1912: Robert Crewe-Milnes, 1. Marquess of Crewe;[13] Charles Hardinge[13]
- 1917: Archibald Primrose, 5. Earl of Rosebery[14]
- 1918: Prinz Faisal von Hedschas
- 1920: Eduard VIII.
- 1923: Cosmo Gordon Lang[15]
- 1925: Richard Curzon, 4. Earl Howe
- 1927: König Fu'ād I. von Ägypten
- 1928: Emir Amanullah Khan
- 1930: Takamatsu; Haile Selassie
- 1932: Henry, 1. Duke of Gloucester;[16] William Cavendish-Bentinck, 6. Duke of Portland[17]
- 1935: Edward Stanley, 17. Earl of Derby;[18] Alexander Cambridge, 1. Earl of Athlone,[18] Rowland Baring, 2. Earl of Cromer[19]
- 1936: George, 1. Duke of Kent[20]
- 1937: Chichibu Yasuhito; Lady Elizabeth Bowes-Lyon;[21] Prinzessin Maria von Teck;[21] Leopold III. von Belgien; Clive Wigram[22]
- 1937 oder eher: Kronprinz Gustaf Adolf von Schweden[23]
- 1945: James Hamilton, 3. Duke of Abercorn[24]
- 1946: Osman Ali Khan Asaf Jah VII.[25]
- 1948: Mohammad Reza Pahlavi
- 1949: Geoffrey Fisher;[26] John Weir[27]
- 1950: Königin Juliana der Niederlande
- 1952: George Villiers, 6. Earl of Clarendon[28]
- 1953: Bernard Fitzalan-Howard, 16. Duke of Norfolk;[29] Henry Somerset, 10. Duke of Beaufort[29]
- 1955: Kronprinz Olav von Norwegen; König Faisal II. von Irak
- 1957: Francisco Craveiro Lopes; König Friedrich IX. von Dänemark
- 1960: Vincent Massey;[30] König Rama IX. von Thailand; Charles de Gaulle
- 1961: König Mahendra von Nepal
- 1963: Roger Lumley, 11. Earl of Scarbrough[31]
- 1964: Douglas Douglas-Hamilton, 14. Duke of Hamilton[32]
- 1965: Kronprinz Amha von Äthiopien
- 1966: König Hussein von Jordanien; Muhammed Ayub Khan
- 1967: König Faisal von Saudi-Arabien
- 1972: Michael Adeane;[33] Mohammed Zahir Schah
- 1973: Roland Michener[34]
- 1974: Michael Ramsey;[35] Königin Margrethe II. von Dänemark
- 1975: König Birendra von Nepal; König Carl XVI. Gustaf von Schweden
- 1980: Donald Coggan;[36] König Hassan II. von Marokko
- 1981: König Khalid von Saudi-Arabien
- 1982: George Cakobau;[37] Königin Beatrix der Niederlande
- 1984: Charles MacLean[38]
- 1985: António Ramalho Eanes
- 1986: König Juan Carlos I. von Spanien
- 1987: König Fahd ibn Abd al-Aziz von Saudi-Arabien
- 1990: Margaret, Countess of Snowdon[39]
- 1991: Robert Runcie[40]
- 1992: Martin Charteris;[41] François Mitterrand; Richard von Weizsäcker
- 1994: König Harald V. von Norwegen[42]
- 1997: David Ogilvy, 13. Earl of Airlie[43]
- 2000: Miles Fitzalan-Howard, 17. Duke of Norfolk[44]
- 2002: George Carey[45]
- 2007: Philip, Duke of Edinburgh;[46] König Abdullah von Saudi-Arabien
- 2010: Sultan Qabus ibn Said von Oman[47]
- 2012: Rowan Williams
- 2021: William Peel, 3. Earl Peel[48]